# Christian Paul Berger

Christian Paul Berger (2009)

Christian Paul Berger (* 28. Juli 1957 in Passau) ist ein österreichischer Schriftsteller und Lehrer an der Bundeshandelsakademie und Bundeshandelsschule Feldkirch.

## Leben
Christian Paul Berger studierte Mathematik, Philosophie und Germanistik an der Universität Innsbruck. 1983 promovierte er dort mit einer Arbeit über Edmund Husserl zum Doktor der Philosophie. Anschließend war er wissenschaftlicher Mitarbeiter des Brenner-Archivs an der Universität Innsbruck. Daneben veröffentlichte er literarische Werke. 1998 nahm er am Ingeborg-Bachmann-Wettbewerb in Klagenfurt teil.
Berger lebt heute in Bregenz und unterrichtet an der Handelsakademie Feldkirch sowie gelegentlich an der HTL Dornbirn.

## Werke
- Die Transzendentalphilosophie und der Cartesianismus in der Phänomenologie des späten Edmund Husserl im Zusammenhang mit einem Ausblick auf die Lebensweltproblematik. Dissertation. Universität Innsbruck. Innsbruck 1983
- Kieltrunk. Ed. Löwenzahn, Innsbruck 1986, ISBN 3-900521-04-2.
- Erstaunte Vorwegnahmen. Böhlau, Wien u. a. 1992, ISBN 3-205-05533-0.
- "... welch ein wundervoller Sternenhimmel in meinem Herzen ...". Böhlau, Wien u. a. 1996, ISBN 3-205-98443-9.
- Bewegungsbilder. Schöningh, Paderborn u. a. 2000, ISBN 3-506-70786-8.